# جیان ماریا روسی
جیان ماریا روسی (انگلیسی: Gian Maria Rossi؛ زادهٔ ۱۹ نوامبر ۱۹۸۶) بازیکن فوتبال اهل ایتالیا است.